# 人工不智能：计算机如何误解世界
《人工不智能：计算机如何误解世界》是美国新闻学家梅瑞狄斯·布鲁萨德创作的一本书，2018年由麻省理工学院出版社出版，获2019年的计算机与信息科学类散文PROSE奖